# Cölner Hofbräu Früh
Cölner Hofbräu Früh (ou Früh) é uma cervejaria da cidade de Köln (ou Colônia), que fabrica cervejas tipo Kölsch. A Früh foi fundada em 1904 por Peter Joseph Früh.